# Vijayapuram
Vijayapuram es una ciudad censal situada en el distrito de Kottayam en el estado de Kerala (India). Su población es de 29248 habitantes (2011). Se encuentra a 4 km de Kottayam y a 76 km de Cochin.

## Demografía
Según el censo de 2011 la población de Vijayapuram era de 292948 habitantes, de los cuales 14137 eran hombres y 15111 eran mujeres. Vijayapuram tiene una tasa media de alfabetización del 97,79%, superior a la media estatal del 94%: la alfabetización masculina es del 98,32%, y la alfabetización femenina del 97,29%.